# Fushigi Mahō Fan Fan Pharmacy
Fushigi Mahō Fan Fan Pharmacy (jap. ふしぎ魔法 ファンファン・ファーマシィー) ist eine Anime-Fernsehserie des Studios Toei Animation aus dem Jahr 1998. Die Fantasy-Komödie entstand unter der Regie von Yukio Kaizawa nach einer Idee von Yukiko Hakuba.

## Inhalt
Nachdem sie mit ihren Eltern in eine neue kleine Stadt gezogen ist, erkundet das Mädchen mit dem Spitznamen Popuri die nahe Einkaufsstraße. Dort findet sie die Fan Fan Pharmacy und beobachtet zunächst heimlich deren Eigentümerin Fukiko-san, die eine Magierin ist. Erst ist Popuri erschrocken und hat Angst, doch ein anderer Händler sagt ihr, dass Fukiko-sans Medizin immer hilft. So geht Popuri am nächsten Tag in die Fan Fan Pharmacy und fragt, ob Fukiko-san wirklich eine Magierin ist und ob sie bei ihr Magie lernen kann. Fukiko-san zeigt ihr die Magie in einer Frucht, die Popuri fand, und lässt das Mädchen schweben. Popuri erhält eine Flasche, aus der sie kleine magische Geister herauslassen kann, die ihr helfen.

## Produktion und Veröffentlichung
Die Fernsehserie entstand beim Studio Toei Animation unter der Regie von Yukio Kaizawa. Die Idee stammt von Yukiko Hakuba und das Drehbuch schrieb von Chiaki J. Konaka. Ikuko Ito entwarf das Charakterdesign, sonstiges Design stammt von Yoshiyuki Shikano. Die künstlerische Leitung lag wechselnd bei Hidekazu Nakanishi, Katsunori Ishida, Masakazu Miyake und Yoshiyuki Shikano sowie für zwei einzelne Folgen bei Kenichi Tajiri und Tomoko Yoshida. Für die Produktion verantwortlich waren Iriya Azuma, Kōichi Yada von Toei Agency und Megumi Ueda von TV Asahi.
Die insgesamt 48 Folgen mit je 12 Minuten Laufzeit wurden vom 15. Februar 1998 bis 6. Februar 1999 bei TV Asahi in Japan ausgestrahlt. Die Ausstrahlung fand zusammen mit der inhaltlich mit Fushigi Mahō Fan Fan Pharmacy nicht zusammenhängenden Serien Kocchi Muite! Miiko (こっちむいてみい子) und Heli-Tako Pū-chan (ヘリタコぷーちゃん) statt, unter dem Titel Anime Shūkan DX! Mi-Pha-Pu (アニメ週刊DX! みいファぷー). QTV Channel 11 zeigte den Anime übersetzt in Tagalog auf den Philippinen.

### Synchronisation
| Rolle            | japanischer Sprecher (Seiyū) |
| ---------------- | ---------------------------- |
| Popuri           | Hiroko Konishi               |
| Fukiko-san       | Minori Matsushima            |
| Shibu            | Ai Nagano                    |
| Laluu            | Akemi Misaki                 |
| Natsumi, Niboshi | Akiko Yajima                 |
| Amane, Rikku     | Kotono Mitsuishi             |
| Grim             | Naritoshi Tajitsu            |
| Pinchi           | Umi Tenjin                   |

### Musik
Die Musik der Serie wurde komponiert von Akiko Kosaka. Das Abspannlied ist Shiawase Hitotsu Futatsu… (しあわせ一つ二つ…) von Hiroko Konishi.